# Медаль імені академіка Є. К. Лазаренка
Медаль імені академіка Є. К. Лазаренка — нагорода Спілки геологів України та Українського мінералогічного товариства. Заснована на честь видатного мінералога і культуролога, громадського і політичного діяча академіка Національної академії наук України Євгена Костянтиновича Лазаренка (1912—1979).

## Положення про нагороду
Медаллю імені Є. К. Лазаренка нагороджуються члени Спілки геологів України та Українського мінералогічного товариства «за вагомий внесок у мінералогію та розвиток мінерально-сировинної бази України на засадах мінералогії».
Нагородження медаллю імені Є. К. Лазаренка здійснюється один раз у два роки на наукових читаннях імені академіка Є. К. Лазаренка або на з'їзді Українського мінералогічного товариства.
Нагородження медаллю імені Є. К. Лазаренка здійснює Голова Спілки геологів України (або уповноважена особа) за поданням Українського мінералогічного товариства.
Як виняток, медаллю імені Є. К. Лазаренка може бути нагороджений іноземний учений за особливе наукове досягнення в галузі мінералогії, яке істотно вплинуло на розвиток в Україні мінералогічної науки та практики.

## Список нагороджених
- Гурський Дмитро Сергійович (2005), Київ
- Матковський Орест Іллярович (2005), Львів
- Павлишин Володимир Іванович (2005), Київ
- Ясинська Ангеліна Андріївна (2006), Львів
- Возняк Дмитро Костянтинович (2010), Київ
- Вальтер Антон Антонович (2011), Київ
- Пирогов Борис Іванович (2011), Москва
- Квасниця Віктор Миколайович (2012), Київ

Одна медаль імені академіка Є. Лазаренка передана родині Є. К. Лазаренка на зберігання, як сімейна реліквія.